# Rolf Ericson
Pour les articles homonymes, voir Ericson.
Rolf Ericson est un trompettiste de jazz suédois, né le 29 août 1922 à Stockholm et mort le 16 juin 1997 dans la même ville.

## Biographie
Rolf Ericson apprend la trompette à l’âge de 8 ans. En 1945, commence sa carrière dans des orchestres suédois accompagnant parfois des artistes américains en tournées.
En 1947, il s’installe à New York. En 1949, il est membre du big band de Charlie Barnet, puis, en 1950, de celui de Woody Herman
La même année, il retourne en Suède. Là, il dirige sa propre formation, joue dans celle d’Arne Domnérus. Il participe aux concerts des « Leonard Feather's Swinging Swedes ». Lors d’une tournée de Charlie Parker en Europe, il se produit et enregistre avec le saxophoniste.
De 1953 à 1956, il est aux États-Unis. Il joue successivement dans les big bands de Charlie Spivak (en), Harry James, des frères Dorsey et de Les Brown. On peut aussi l’entendre avec le « Lighthouse All-Stars » d’Howard Rumsey.
En 1956, il est en Suède où il se produit avec Enerstine Anderson et Lars Gullin.
L’année suivante, il retourne aux États-Unis. Il joue dans les formations de musiciens comme Dexter Gordon, Harold Land, Stan Kenton, Woody Herman, Maynard Ferguson (1960-1961), Buddy Rich, Benny Goodman, Gerry Mulligan, Charlie Mingus… Entre 1963 et 1971, il est membre, pour de courtes périodes mais à plusieurs occasions, de la section de trompettes de l’orchestre de Duke Ellington. Par ailleurs, il est un musicien de studio très demandé.
En 1971, il s’installe en Allemagne où il travaille dans l’orchestre d’une radio et comme musicien de studio. Il s’éteint en Suède en 1997.
Rolf Ericson a surtout exercé dans les big bands où sa brillante technique faisait merveille. Mais il était aussi un excellent soliste jouant avec un égal bonheur du swing, du bebop ou du jazz West Coast.